# يوم بقائي هنا

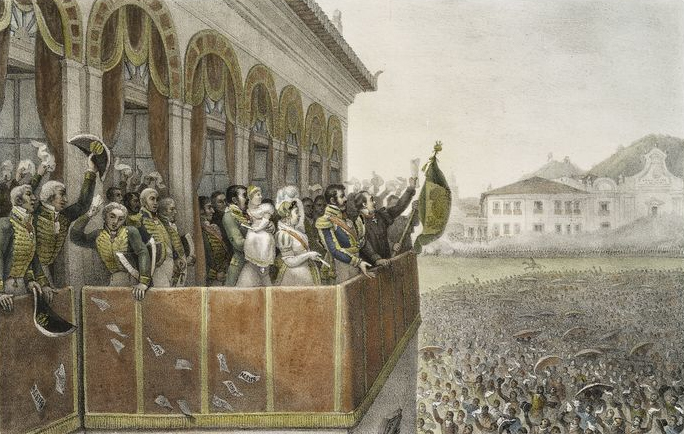

يومُ أنا أبقى هنا (بالبرتغالية: Dia do Fico‏) يشير في تاريخ البرازيل إلى يوم 9 يناير 1822 عندما أعلن الأمير بيدرو الأول إمبراطور البرازيل مخالفًا لتعليمات المحاكم البرتغالية عدم العودة إلى لشبونة في سابقةٍ أدّت إلى إعلان استقلال البرازيل في 7 سبتمبر من نفس العام.